# Афентулидис, Анестис
Ане́стис Афентули́дис (греч. Ανέστης Αφεντουλίδης; 7 декабря 1941, Месопотамья — 6 апреля 2024) — греческий футболист, играл на позиции нападающего.

## Биография

### Игровая карьера
Поиграв на молодёжном уровне, Афентулидис присоединился к клубу «Кастория» и по итогам первого сезона поднялся с командой в Бета Этники. По итогам сезона 1963/64 он забил 23 года и стал лучшим бомбардиром своей команды и Второй греческой лиги.
В 1965 году он перешёл в клуб Высшего дивизиона ПАОК, в котором отыграл пять сезонов и два сезона играл в Кубке ярмарок. В 1970 году вернулся в «Касторию», в которой два сезона подряд становился лучшим бомбардиром команды и лиги, но при этом помог «Кастории» выйти в Высший дивизион. Завершил карьеру по окончании сезона 1975/76 в возрасте 34 лет, играя также на правах аренды в Канаде за «Торонто Хомер».

### Смерть
Скончался 6 апреля 2024 года в возрасте 82 лет.